# وحید عمر
وحید عمر (به انگلیسی: Wahid Omar) (متولد مارس ۱۹۷۷) یک سیاستمدار افغانستانی است که اکنون مشاور عالی ریاست جمهوری اشرف غنی و رئیس عمومی اداره امور اجتماعی و استراتیژیک می‌باشد. او سفیر افغانستان در ایتالیا از سال ۲۰۱۶–۲۰۱۹ بود. او همچنان سفیر دائمی افغانستان در سازمان بین‌المللی فائو و (IDLO) بود. بین سالهای ۲۰۰۹–۲۰۱۱ وی سخنگوی ریاست جمهوری افغانستان، حامد کرزی بود. وی بحیث رئیس ارتباطات کمپاین انتخاباتی ریاست جمهوری کرزی در ۲۰۰۹، کمک نمود که وی در دور دوم انتخابات نیز پیروز شود.
قبل از اینکه سخنگوی کمپین انتخاباتی رئیس‌جمهور کرزی باشد، آقای عمر رئیس مرکز اطلاعات و رسانه یی دولت بود که در سال ۲۰۰۹ برای معرفی روابط، بین افغانها و جامعه بین‌المللی شکل گرفته بود.

## زندگی‌نامه
وحید عمر در کابل متولد شده‌است. تحصیلات ابتداییه وی در کابل و پشاور صورت گرفت. بعداً وی به دانشگاه یورک انگلستان رفت و سند ماستری خود را در رشته علوم سیاسی از آنجا به دست آورد. پایان‌نامه وی دربارهٔ میکانیزم‌های انتقالی عدالت سیستم بعد از آپارتاید در آفریقای جنوبی و چگونگی تطبیق آن در افغانستان پسا جنگ‌های داخلی بود.
پیش از انتصاب وی بحیث سخنگوی ریس جمهور کرزی، عمر چندین پست عالیرتبه در دولت افغانستان داشت مانند: قائم مقام رئیس اداره امور اداری (۲۰۰۸–۲۰۰۹) و ریس تنظیم جرگه صلح افغانستان-پاکستان. او همچنان در انستیتیوت‌های مختلف غیردولتی داخلی و خارجی کار کرده‌است مانند: کمیته سویدن برای افغانستان، بنیاد فدریش ایبرت استفان و بنیاد رشد و توسعه سنایی. عمر همچنان یک نویسنده و فعال اجتماعی از آغاز نوجوانی خود بوده‌است که بنیاد جوانان افغانستان را در پشاور و در بیست سالگی خود ایجاد نمود. او مؤسسه اجتماع جوانان افغان را در ۲۰۰۳ رهبری کرده‌است. او چندین کتاب کودکانه، شعر و مقاله نوشته‌است. آقای عمر بزبان‌های رسمی افغانستان دری و پشتو تسلط کامل دارد و زبان‌های اردو و آلمانی را نیز می‌تواند افهام و تفهیم کند.